# Stormvloedwaarschuwingsdienst
De Stormvloedwaarschuwingsdienst (afgekort SVSD naar de oude naam Stormvloedseindienst) was een Nederlandse organisatie die in 2010 opging in het nieuw opgerichte Watermanagementcentrum Nederland. Zij had als doel om bij stormvloeddreiging de dijkbeheerders, waterkeringbeheerders en andere belanghebbenden in het Nederlandse getijgebied tijdig te informeren over het optreden van hoge waterstanden, zodat adequate maatregelen genomen kunnen worden.
De SVSD was een samenwerkingsverband tussen de Rijkswaterstaat en het KNMI. De leiding van de SVSD was ondergebracht bij de Waterdienst van Rijkswaterstaat.